# Далас Каубойс
Далас Каубойс (на английски: Dallas Cowboys) е отбор по американски футбол, състезаващ се в Източната дивизия на Националната футболна конференция на Националната футболна лига. Играят срещите си в Арлингтън, Тексас на построения през 2009 г. AT&T Стейдиъм. Тимът е създаден и се присъединява към НФЛ през 1960 г.
Далас притежават множество рекорди в лигата – най-много поредни сезони с положителен баланс (20), най-много плейофни мачове (56), печелейки 33 от тях, най-много участия във финала на Националната Футболна Конференция (НФК) (14), и най-много участия в Супербоул (8). Само Питсбърг Стийлърс са печелили повече пъти Супербоул (6).
Според статия в списание Форбс от 2 септември 2009 г. Далас Каубойс са вторият най-скъп клуб в света след Манчестър Юнайтед и се оценяват на $1,65 милиарда.

## Факти
Основан: през 1960 г.
Основни „врагове“: Уошингтън Редскинс, Филаделфия Ийгълс, Питсбърг Стийлърс, Ню Йорк Джайънтс
Носители на Супербоул: (5)
- 1971, 1977, 1992, 1993, 1995

Шампиони на конференцията: (10)
- НФЛ Изток: 1966, 1967
- НФК: 1970, 1971, 1975, 1977, 1978, 1992, 1993, 1995 г.

Шампиони на дивизията: (21)
- НФЛ Кепитъл: 1967, 1968, 1969
- НФЛ Изток: 1970, 1971, 1972, 1973, 1976, 1977, 1978, 1979, 1981, 1985, 1992, 1993, 1994, 1995, 1996, 1998, 2007, 2009 г.

Участия в плейофи: (30)
- НФЛ: 1966, 1967, 1968, 1969, 1970, 1971, 1972, 1973, 1975, 1976, 1977, 1978, 1979, 1980, 1981, 1982, 1983, 1985, 1991, 1992, 1993, 1994, 1995, 1996, 1998, 1999, 2003, 2006, 2007, 2009 г.